# Tandy Radio Shack TRS 80 PC-4
Tandy Radio Shack TRS 80 PC-4 (TRS 80 PC-4) је био џепни рачунар, производ фирме Тенди (Tandy Radio Shack) који је почео да се израђује у Јапану током 1982. године.
Користио је HD61913 CMOS VLSI као централни микропроцесор а RAM меморија рачунара TRS 80 PC-4 је имала капацитет од 1 KB (544 бајтова за Бејсик програме) до 2 KB. 

## Детаљни подаци
Детаљнији подаци о рачунару TRS 80 PC-4 су дати у табели испод.
|                       |                                                                |
| [ 1 ]                 |                                                                |
| Произвођач            | Тенди                                                          |
| Тип                   | џепни рачунар                                                  |
| Меморија              | 1 (544 бајтова за Бејсик програме) до 2 KB                     |
| Поријекло             | Јапан                                                          |
| Година                | 1982                                                           |
| Тастатура             | 53 тастера са нумеричком тастатуром                            |
| Процесор              |                                                                |
| Фреквенција процесора | 455 керамички резонатор                                        |
| RAM                   | 1 (544 бајтова за Бејсик програме) до 2 KB                     |
| ROM                   | 12 KB                                                          |
| Текст                 | 1 линија x 12 знакова плус 4-цифарни седам-сегментни показивач |
| Графика               | нема                                                           |
| Боја                  | једна боја, монитор са текућим кристалом                       |
| Звук                  | нема                                                           |
| Димензије             | 165 (ширина) x 71 (дубина) x 10 (висина) / 116 (са батеријама) |
| Портови               |                                                                |
| Оперативни систем     |                                                                |